# Tiểu pháo đài Đông Dũng

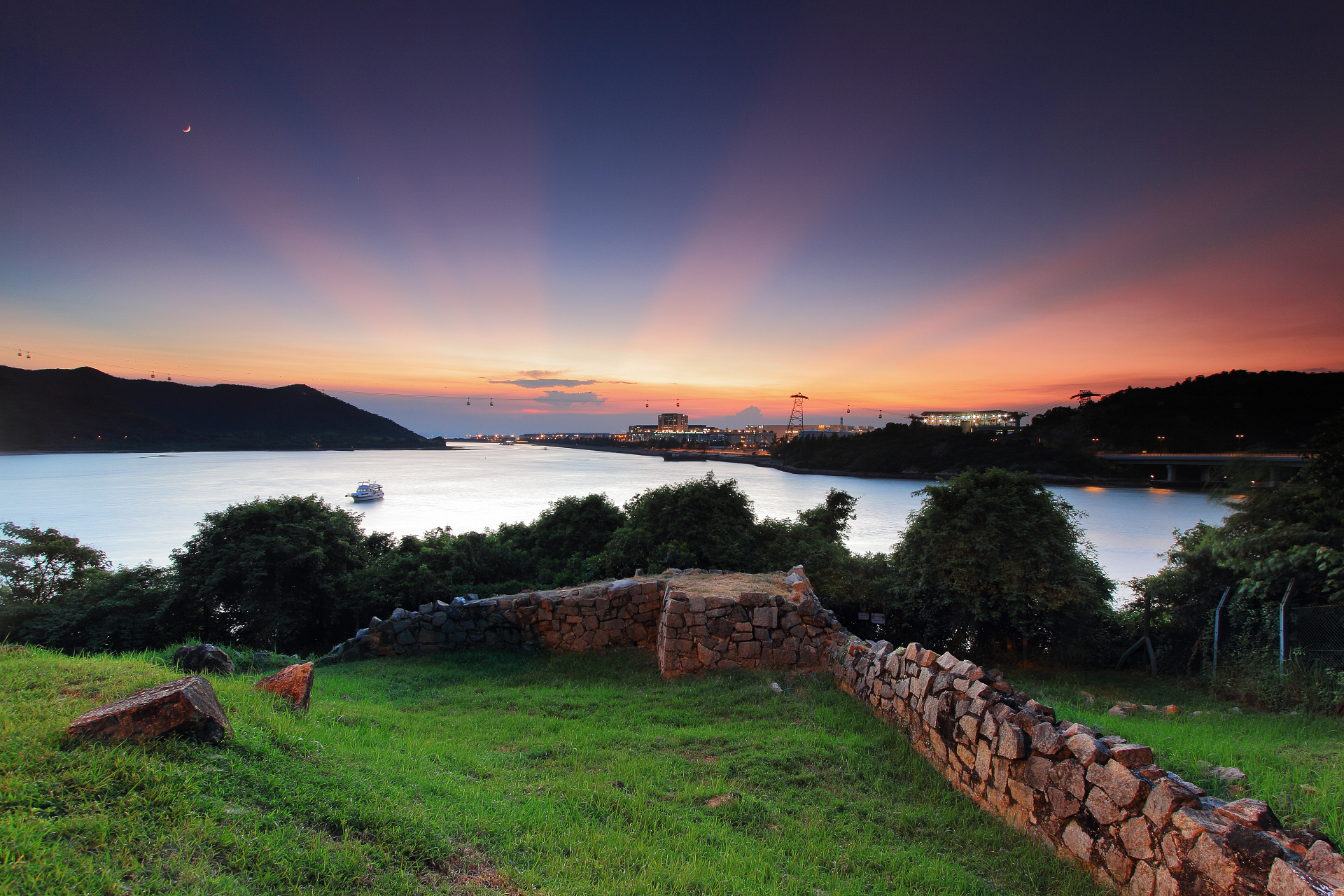
Hoàng hôn nhìn từ Tiểu pháo đài Đông Dũng, ở đằng xa có thể thấy Sân bay quốc tế Hồng Kông và hệ thống cáp treo Ngang Bình 360, thậm chí còn có thể thấy Cầu Hồng Kông - Chu Hải - Ma Cao

Tiểu pháo đài Đông Dũng (tiếng Trung: 東涌小炮台; Hán-Việt: Đông Dũng tiểu pháo đài; tiếng Anh: Tung Chung Battery) là một công trình phòng thủ pháo binh đặt trên đảo Đại Tự Sơn ở Hồng Kông. Pháo đài được đặt tên theo khu vực cùng tên mà nó toạ lạc và được xây dựng vào năm 1817 (hai mươi bốn năm trước khi người Anh chiếm Hồng Kông). Nơi đây đã được tái phát hiện vào năm 1980 và là một di tích pháp định của Hồng Kông.

## Lịch sử
Tiểu pháo đài Đông Dũng được hoàn thành vào năm 1817 và nằm cách một km về phía bắc của Pháo đài Đông Dũng. Mục đích xây dựng của pháo đài là để bảo vệ vịnh Đông Dũng khỏi những tên cướp biển đe dọa bờ biển và biển phía nam Trung Hoa. Vào thời điểm đó, nhà Thanh không có một lực lượng hải quân lớn; do đó, việc xây dựng các pháo đài như một cách khác để bảo vệ bờ biển của mình.
Công sự ven biển này bao gồm hai khẩu pháo binh ven biển để bảo vệ vịnh, cùng với bảy nhà canh gác xung quanh. Vị trí của pháo đài được chọn vì nó nằm trên một vách đá nhìn xuống mặt nước. Điều này cung cấp tầm khống chế tuyệt vời nhìn ra biển và thuận lợi trong trường hợp có khả năng xảy ra tấn công hải quân.
Việc xây dựng pháo đài đã được ghi lại trong Biên niên sử Quảng Đông, trong đó kể lại cách hai pháo đài được xây dựng tại căn cứ của "Thạch Sư" (石師).

## Được khám phá lại

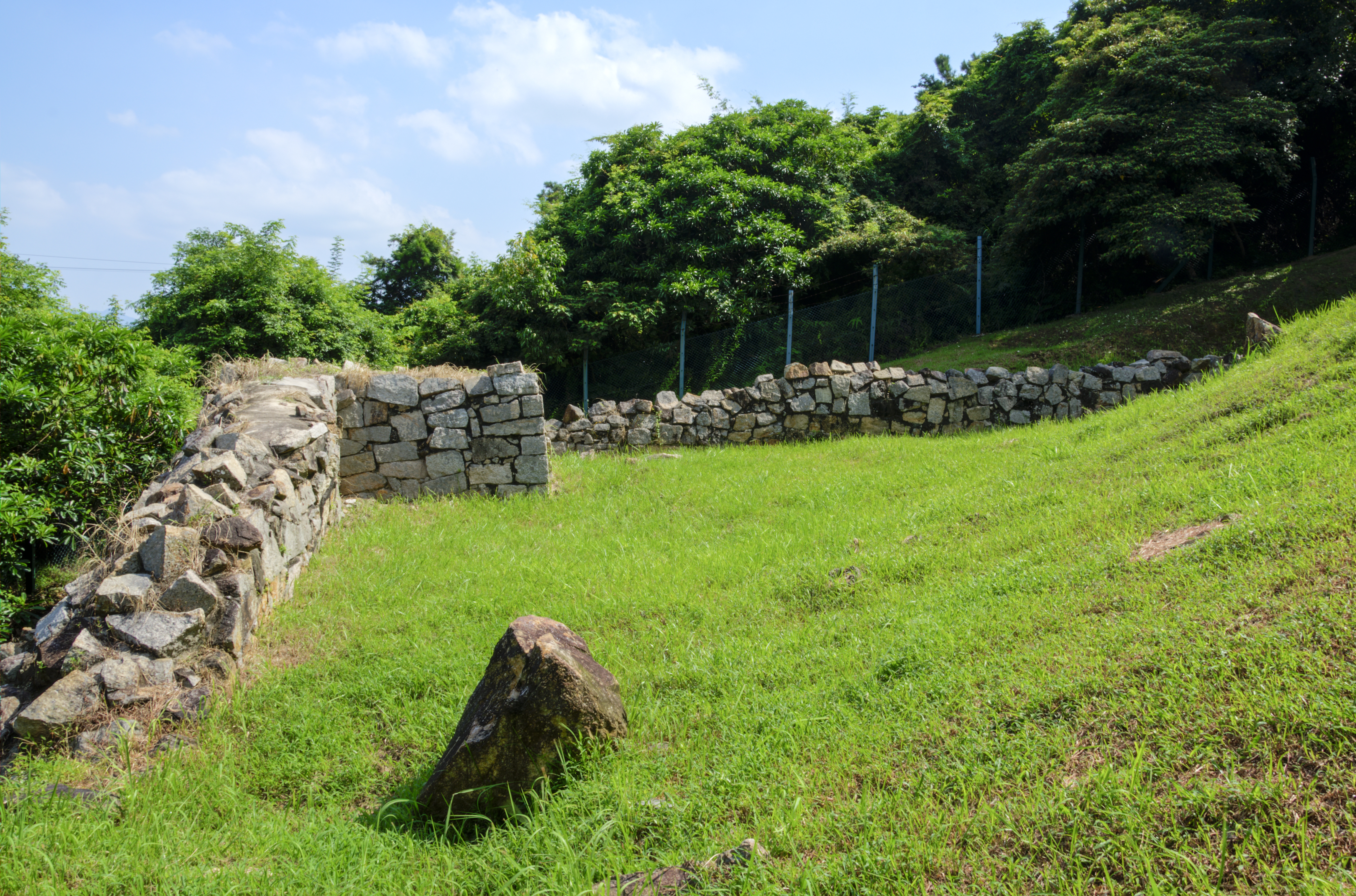
Tiểu pháo đài Đông Dũng vào năm 2013

Sau thời gian bị che lấp dưới khu vực cây xanh có tán lá dày đặc trong khoảng một thế kỷ, pháo đài đã được tái phát hiện vào năm 1980. Tất cả những gì còn lại là một bức tường hình chữ L có một góc; theo Văn phòng Cổ vật và Di tích (AMO), điều này rất có thể được sử dụng làm nơi đặt súng. Sau khi phát hiện, chính phủ đã tiến hành công tác phục hồi trên khu di tích lịch sử. Tiểu pháo đài Đông Dũng đã được tuyên bố là một Di tích pháp định của Hồng Kông vào ngày 11 tháng 11 năm 1983. Vào tháng 11 năm 1997, địa điểm này đã được đưa vào tour kỷ niệm của AMO về các di tích lịch sử ở Bắc Đại Tự Sơn như một phần của Năm Di sản. Nhiều lễ hội trong đó nổi bật nhất là buổi trình diễn một vở opera truyền thống của Quảng Đông diễn ra tại Pháo đài Đông Dũng. Do Chương trình cốt lõi sân bay Hồng Kông, giờ đây Tiểu pháo đài Đông Dũng lại hướng về phía Sân bay quốc tế Hồng Kông, thay vì đảo Xích Liệp Giác và vịnh mở Đông Dũng như trước đây.